# Кхурда (округ)
Кхурда (англ. Khurda), з 2000 року — Кхорда(англ. Khordha) — округ Індії в індійському штаті Орисса. Створений 1 квітня 1993 року в результаті реорганізації округів штата. Адміністративний центр — місто Кхурда. На території округу розташована столиця штату Орисса — місто Бхубанешвар. Площа округу — 2887 км². За даними всеіндійського перепису 2001 року населення округу складало 1 877 395 осіб. Рівень грамотності дорослого населення — 79,6%, що є значно вищим середньоіндійського рівня (59, 5%). Частина міського населення склала  42,9 %. 
| Індія | Це незавершена стаття з географії Індії. Ви можете допомогти проєкту, виправивши або дописавши її. |